# 郝國章
郝國章（1544年—？年），字廷符，號震陽，太醫院官籍，山西太原府陽曲縣人，明朝政治人物。

## 生平
萬曆元年（1573年）癸酉科順天鄉試舉人，萬曆二年（1574年）聯捷甲戌科第三甲第二百一十八名進士。。任南直隸吳縣知縣。

## 家族
曾祖郝榮，祖郝儒，父郝鉞，母郭氏。